# 카노넨야크트판처

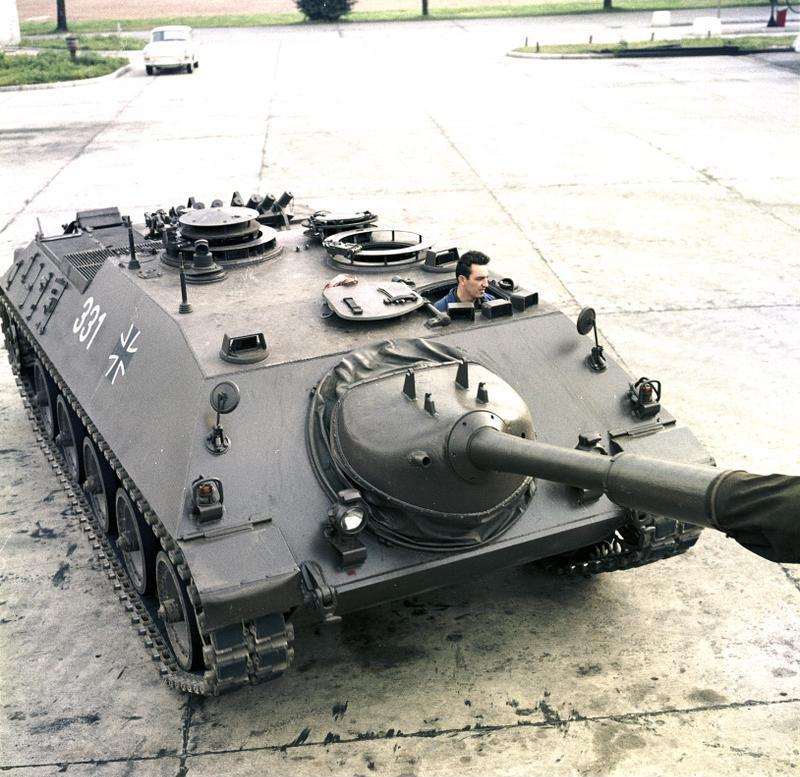

카노넨야크트판처(독일어: Kanonenjagdpanzer→캐넌 구축전차), 또는 구축전차 카노넨 90mm(독일어: Jagdpanzer Kanone 90mm)는 냉전 시기 서독에서 개발한 구축전차이다. 90 mm 대전차포를 주포로 탑재했으며, 제2차 세계 대전 때의 4호 구축전차와 유사하다.
카노넨야크트판처의 프로토타입은 1960년 서독의 하노마그와 헨셸 운트 존 및 스위스의 모바크에서 개발했다. 하노마그와 헨셸은 1966년에서 1967년 사이에 각자 385대를 제작, 총 770대를 제작하여 독일 연방군에 납품했다. 이 중 80대는 1975년 4월 벨기에에 양도되었다.
소비에트에서 T-64 및 T-72 주력전차를 배치하기 시작하자 90 mm 주포는 원거리 교전을 하기가 힘들어졌고, 카노넨야크트판처는 도태되었다. 제조사들은 105 mm 주포를 탑재하면 된다고 주장했으나, 1983년에서 1985년 사이 163대의 카노넨이 주포를 제거하고 BGM-71 TOW 미사일을 탑재함으로써 대전차 미사일 발사기인 야구아 2로 개조되었다. 다른 기체들 역시 주포를 제거하고 포병관측차량 베오바흐퉁스판처(독일어: Beobachtungspanzer)로 개조되어 박격포 부대에서 운용했다.
일부 카노넨야크트판처는 향토예비군(Heimatschutztruppe 하이마트슈츠트루페[*])에서 1990년까지 현역으로 사용되기도 했으나, 오늘날은 모두 퇴역하였다. 즉 주력전차의 개발에 따라 구축전차라는 무기체계 전체가 도태되는 과정에 있었던 최후의 현역 구축전차이다.